# Luis Gregorio da Rosa
Luis Gregorio da Rosa (a szakirodalomban használt a Luis Fredy da Rosa alak is, 1939. szeptember 17. – 2014. február 19.) uruguayi nemzetközi labdarúgó-játékvezető.

## Nemzetközi játékvezetés
Az 1975/76-os szezontól 1989-ig volt FIFA játékvezető.

### Copa América
A 31., 1979-es Copa América, valamint a 32., 1983-as Copa América labdarúgó tornán vezetett mérkőzést.

#### 1979-es Copa América
| Időpont            | Helyszín                               | Mérkőzés típusa     | Mérkőzés       | Eredmény | Nézők száma |
| ------------------ | -------------------------------------- | ------------------- | -------------- | -------- | ----------- |
| 1979. november 28. | Defensores del Chaco Stadion, Asunción | döntő első mérkőzés | Paraguay–Chile | 3 – 0    | 40 000      |

#### 1983-as Copa América
| Időpont             | Helyszín                       | Mérkőzés típusa              | Mérkőzés         | Eredmény | Nézők száma |
| ------------------- | ------------------------------ | ---------------------------- | ---------------- | -------- | ----------- |
| 1983. szeptember 1. | Serra Dourada Stadion, Goiânia | csoportmérkőzés (B. csoport) | Brazília–Ecuador | 5 – 0    | 35 000      |